# Andøya Space Center
Andøya Space Center, tidligere Andøya Rakettskytefelt, er et center for opsendelse af forskningsraketter og videnskabelige balloner. Andøya Space Center er lokaliseret i Oksebåsen på Andøya, som ligger 5 km sydvest for Andenes i Andøy kommune i Nordland fylke. Anlægget er også udstyret med en række jordbaserede instrumenter som benyttes i udforskningen af rummet. Der fokuseres særligt på den polare atmosfære i højdeområdet mellem 70 og 2.000 kilometer.
Andøya Space Center (ASC) er en af Nord-Norges mest højteknologiske virksomheder og har 70 ansatte.
Den første raket, «Ferdinand I», blev opsendt 18. august 1962 for at studere den polare ionosfære. Ved årsskiftet til 2012 var der opsendt mere end 1.000 raketter fra Andøya Rakettskytefelt.
Andøya Space Center har et udstrakt samarbejde med en række internationale forskningsmiljøer, og siden 1962 har mere end 100 universiteter og forskningsinstitutter fra hele verden benyttet sig av anlæggets tjenester.
Andøya Space Center er et aktieselskab hvor 10 % af aktierne ejes af Kongsberg Defence Systems, og 90 % ejes af Nærings- og handelsdepartementet, som igen forvaltes af Norsk romsenter.
Andøya Space Center driver også SvalRak på Svalbard.
Andøya Space Center har ugentligt elever fra Andøy videregående skole, som har sin egen linje for rumteknologi kombineret med studiespecialisering for tredjeårselever.

## Rakethændelsen på Andøya januar 1995
25. januar 1995 var der en speciel hændelse på Andøya ved at en raket, som blev opsendt fra ARS udløste alarmberedskab i Rusland. Den blev set på radar og antaget at være et amerikansk Trident-missil, opsendt fra en amerikansk ubåd i Norskehavet. Billederne av Boris Jeltsin med sin atomkuffert gik verden rundt, før man opdagede, at rakettens bane var fejlberegnet af russerne. Raketten som blev opsendt var en Black Brant-raket, som passerede over Svalbard. Hvorfor der skulle kunne være nogen grund til at tro, at dette var en militær raket, er uvist. Alle varslingsprocedurer før opsendelsen var fulgt. Dette betyder, at også Rusland havde fået besked om den planlagte opsendelse, hvilket er en del af standardproceduren før opsendelse af raketter fra ASC.

## Eksterne links
- Skabelon:Officielt website

69°17′39″N 16°01′15″Ø / 69.2942°N 16.0208°Ø